# Croremopsis argenna
Croremopsis argenna är en fjärilsart som beskrevs av Paul Mabille 1899. Croremopsis argenna ingår i släktet Croremopsis och familjen tofsspinnare. Inga underarter finns listade i Catalogue of Life.